# Змеиноостровной геккон
Змеиноостровной геккон, или островной голопалый геккон (лат. Nactus serpensinsula) — ящерица из семейства гекконов.

## Описание
Длина тела до 6 см, хвоста до 10,5 см. Чешуя мелкая, неоднородная. На голове и спине продольные ряды увеличенных ребристых бугорков. Окраска верхней стороны серовато-коричневая с частыми мелкими тёмными крапинами и размытыми более крупными светлыми пятнами. На зашейке, спине и хвосте широкие поперечные буровато-бежевые полосы с ровным передним краем и клиновидным задним, спереди очерченные узкой чёрной полосой. Брюшная сторона беловатая.
В ноябре-декабре самка откладывает одну кладку из 2 яиц. Естественными врагами геккона являются обитающие на островах крупные сцинки из родов Gongilomorphus и Leiolopisma, а также маскаренские удавы из родов Casarea и Bolyeria.

## Распространение и подвиды
Эндемик Маврикия. Обитает на 2 маленьких островах Маскаренского архипелага, расположенных в 15—20 км на северо-восток от Маврикия. На самом Маврикии известен только в ископаемом состоянии. Обитает на слабо поросших травой и редкими кустарниками склонах с единичными пальмами-латаниями.
Образует 2 подвида:
- Nactus serpensinsula serpensinsula — номинативный подвид, обитающий на острове Змеиный (Serpent Island) площадью 0,27 км², на котором изолирован более 10 000 лет[2], отличается более интенсивной тёмной окраской. По предположениям учёных, численность популяции этого подвида составляет около 8 000 взрослых особей[2].
- Nactus serpensinsula durrellorum[3] — остров Иль-Ронд (известный также как остров Круглый) площадью 2,19 км², ранее был также распространён по всему Маврикию, но после появления на острове в 1500-х годах людей он там полностью исчез. Некоторые исследователи выделяют этот подвид в отдельный вид Nactus durrellorum[4][5]. Назван в честь Джеральда и Ли Дарреллов за их вклад в сохранение исчезающих эндемичных видов животных острова Маврикий и близлежащих островов[6]. Общая численность этого подвида в настоящее время оценивается примерно в 27 000 взрослых особей[4]. Маврикий выпустил почтовую марку с изображением этого подвида геккона.

## Численность и охрана
Общая численность гекконов на острове Круглый в 1979 году составляла не более 3600—4500 особей, на острове Змеиный их было ещё меньше. Количество островных голопалых гекконов в природе продолжает уменьшаться из-за сильной эрозии вулканической почвы островов, связанной с уничтожением закрепляющей её растительности интродуцированными в 1840 году кроликами и козами.
Оба подвида внесены в Красный список МСОП как уязвимые виды и в Приложение II CITES. Остров Круглый правительством Маврикия объявлен заповедником и его флора и фауна находятся под охраной. Посещение этого острова возможно только после получения специального разрешения.